# Avior
Avior (epsilon Carinae) is een heldere dubbelster in het sterrenbeeld Kiel (Carina).